# Подвис (улица във Варна)
Вижте пояснителната страница за други значения на Подвис.
„Подвис“ е улица във Варна, намираща се в район Приморски.
Простира се от булевард „Васил Левски“, пресича булевард „Христо Смирненски“, разделя кварталите Цветен и „Левски“ и излиза на север до квартал Изгрев.

## Обекти
Западна страна
- Първа езикова гимназия